# Rob Heidger
Rob Heidger (ur. 3 czerwca 1969 w Danville) – amerykański siatkarz plażowy. Uczestnik Igrzysk Olimpijskich w 2000 roku. Zagrał na turnieju w parze z Kevinem Wongiem i zajęli 5. miejsce. Rok później na Mistrzostwach Świata w Klagenfurcie wraz z Chipem McCawem zajął czwarte miejsce przegrywając w meczu o trzecie miejsce z norwegami Vegardem Høidalenem i Jørreem Kjemperudem. W wolnym czasie Rob lubi grać w koszykówkę.